# 라스트 프렌즈
《라스트 프렌즈》는 2008년 4월 10일부터 2008년 6월 19일까지 후지 TV에서 방송된 텔레비전 드라마이다. 전 11회. 주연은 나가사와 마사미. 약칭은 〈"라스프레"〉

## 개요
- 요즘 사회에서 문제화 되고 있는 DV와 섹스 공포증, 성동일성 장애 등의 다양한 문제를 정면에서 파악한 작품이다. 다양한 고민을 안고 있는 남녀들이 온기를 찾아 하우스에 모여 타인과의 공동 생활을 통해 사람과 사람과의 관계의 어려움과 소중함을 배우며, 문제를 극복하고, 자신 답게 적극적으로 하루 하루를 열심히 살아가는 모습을 리얼하게 그리는 청춘 세대의 인간 모습을 그린 드라마이다.
- 드라마는 임신한 아이다 미치루가 작은 항구 도시의 제방에서 생활하는 것을 시작하여 미치루가 하우스에 살았던 날들을 되돌아 회상 형식으로 스토리가 진행된다.
- 그리 어렵다고 느껴지는 현대 사회의 젊은이들이 안고 있는 문제를 정면으로 파악 영상화 한 것으로, 주요 캐스트는 인기의 젊은 배우의 경연이라고 할 정도로 젊은이들 사이에서는 큰 화제를 불러 일으켰다. 또한 예상을 할 수 없는 스토리 전개가 방송을 거듭할수록 시청률을 상승시키며, TV 잡지 "더 텔레비전"에서 실시한 "제57회 드라마 아카데미상"(2008년 봄 연속 드라마)에서 작품상·남우조연상 (니시키도 료), 여우조연상 (우에노 주리) 등 6관왕을 달성하였다.
- 우에노 주리, 에이타, 미즈카와 아사미의 세 사람은 《노다메 칸타빌레》 이후 약 1년 3개월 만의 공동 출연이다.

캐치프레이즈는 〈"멀어지려 할 때마다 떨어질 수 없게 된다", "지금을 살아가는 젊은이들 각각의 사랑의 모습"〉

## 줄거리
집에서도 직장에서도 의지할 곳이 없으며, 연인에게 마저 데이트 폭력을 당하는 아이다 미치루(나가사와 마사미 분). 모터 크로스 선수로서 전일본선수권 우승을 목표로 하는 한편, 누구에게도 말하지 않고 성정체성에 혼란을 겪고 있는 키시모토 루카(우에노 쥬리 분). 여성들의 좋은 조력자이지만, 어떠한 트라우마 때문에 섹스 공포증으로 고민하는 미즈시마 타케루(에이타 분). 상처투성이인 세 사람은 같은 쉐어하우스에 살기 시작하고, 함께 지내는 동안 인간 관계에 대한 중요함을 깨닫게 된다.

## 등장 인물

### 주요 인물
- 아이다 미치루 (22) - 나가사와 마사미

미용실 NiCHE의 전 어시스턴트이며, 극 중반에는 타케루의 어시스턴트가 된다. 명랑하고 뭐든 열심히 하는 노력가지만, 우유부단하고 다른 사람들에게 쉽게 휘둘리기도 한다. 결단력이 부족해 무조건 의지만 할 때도 많다. 자신을 과소평가 하지만 한 번 믿기 시작한 사람은 죽을 때까지 믿는 의리도 있어, 친구인 루카가 누군가에게 욕먹는 것을 매우 싫어한다. 혼자인 엄마가 남자를 집에 데려오는 것이 싫어 연인 소스케의 집으로 들어가지만, 그 때부터 데이트 폭력이 시작되고, 또한 NiCHE에서는 선배 레이나에게 괴롭힘을 당한다. 되풀이 되는 폭력과 루카에게 중상을 입힌 소스케를 떠나 쉐어하우스로 가기로 결심한다. 쉐어하우스에서 고민에 관한 상담을 해가며 점점 타케루에게 마음이 끌리지만, 데이트 폭력의 공포 때문에 다른 사람을 좋아하는 것을 두려워한다.
소스케에게 좋아하는 사람이 생겼다고 고백하는 순간 다케루에게 폭력을 휘두른 것에 대한 죄책감으로 쉐어하우스를 떠나 소스케의 집으로 들어가지만, 루카와 타케루의 끈질긴 설득으로 다시 쉐어하우스로 돌아온다. 그 후 가져오지 못한 짐을 찾으러 간 소스케의 집에서 성폭행을 당하고, 루카와 타케루를 상처 입히지 않는다고 맹세하면 소스케 곁으로 돌아가겠다고 약속하지만 소스케는 자살한다. 도쿄를 떠나 엄마가 아는 사람이 있는 여관에서 일을 하던 어느 날 임신 사실을 알게 되고, 고혈압 때문에 모자(母子) 모두 위험하다는 의사의 말에도 출산을 결심한다. 루카, 타케루와 재회한 후 난산 끝에 딸을 출산하고, '루'카, 타케'루', 그리고 자신의 이름 '미'치루를 따 '루미'라는 이름을 짓는다. 그 후 쉐어하우스로 돌아와 에리와 도모히코를 포함한 5명이 함께 루미를 키우기로 한다.
- 키시모토 루카 (22) - 우에노 주리

전일본선수권 우승을 꿈꾸는 모터크로스 선수이자 쉐어하우스 주인. 미치루와는 중·고등학교 동창. 말투나 행동이 남자 못지않게 보이시하다. 모터크로스에 관한한 겉모습으로 판단되는 것을 싫어하고, 오로지 실력으로만 봐주길 원한다.
학생 때부터 소중하게 생각하는 미치루에 대한 거라면 넋을 잃을 때가 많고, 미치루가 자면서 눈물을 흘릴 때는 자신도 모르게 미치루에게 키스한 적도 있다. 미치루에 대한 감정은 단순한 우정이 아닌 것을 알고 있으며 그렇기 때문에 소스케에서 질투를 느낀다. 사실 성정체성에 혼란을 겪으며 내적갈등을 겪고 있었고, 루카를 적대시하는 소스케에게는 그 고민이 간파되었다. 또한 타케루에게 자신의 고민을 털어놓기로 하지만 타케루의 고백으로 무산된다. 최종 화에서는 전일본선수권 우승을 차지하고 미치루를 찾아 떠난다. 죽을 때까지 미치루를 지켜줄 것을 결심하고, 미치루, 루미와 함께 쉐어하우스로 돌아온다.
- 미즈시마 타케루 (22) - 에이타

쉐어하우스 거주자 중 한 사람. 낮에는 헤어 메이크업 아티스트로, 밤에는 바 Funny Fly 아르바이트생으로 지낸다. 누구에게나 친절한 성격으로, 다른 사람의 표정을 민감하게 느낀다. 자신보다 남을 우선시하는 면이 있어 소스케에세 폭력을 당하는 미치루를 끌고 나오는 등 대담한 행동도 서슴지 않는다. 자취를 하고 있었으나 일방적으로 선물을 보내거나, 집요하게 연락해대는 이복누나를 피해 쉐어하우스로 입주한다. 이복누나 유코에게 받은 성적 폭력에 의한 트라우마로 여성과의 신체 접촉에 고통을 느끼게 되어 게이라고 오해받기도 한다.
루카의 성동일성증후군에 대해 유일하게 아는 한 사람. 루카에게 고백했지만 거절당하고 큰 쇼크를 받았다. 그러나 지금은 친구로서 루카를 소중하게 생각하고 있으며, 쉐어하우스를 나가겠다는 루카를 만류한다. 최종 화에서는 루카와 함께 미치루를 찾으러 떠난다. 죽을 때까지 루카를 지켜줄 것을 결심하고, 미치루, 루미와 함께 쉐어하우스로 돌아온다. 그 후 트라우마를 극복하고 누나를 용서하기로 한다.
- 타키가와 에리 (22) - 미즈카와 아사미

계약제 객실 승무원이자 쉐어하우스 거주자. 시원시원한 성격이며 즐거운 것, 재미있는 것을 좋아하는 무드 메이커이기도 하다. 파악할 길이 없는 개인 주의자이며 하고 싶은 말은 속시원히 한다. 항상 밝게 행동하지만 사실 누구보다 고독하고 외롭고 감수성이 예민한 사람.
섹스 의존증에 빠져 아내가 있는 도모히코와의 관계로 외로움을 잊거나, 취한 채 타케루에게 키스를 하기도 한다. 최종 화에서는 아내와 헤어진 도모히코의 프로포즈를 받고 결혼하며, 특별 편에서는 도모히코와 쉐어하우스로 돌아온다.
- 오이카와 소스케 (24) - 니시키도 료

구청 아동 복지과에서 일하는 미치루의 연인. 어렸을 때 어머니에게 버림받고 그 후 친척 집을 전전했다. 두뇌가 명석하고 누구에게나 친절한 호 청년. 그러나 집착과 독점욕 때문에 항상 미치루를 감시하고, 생각처럼 되지 않을 때는 폭력도 서슴지 않는다. 어느 날 미치루의 몸에 난 상처를 본 루카와 타케루가 쉐어하우스로 데리고 가자 원한을 품고 쉐어하우스 거주자들을 적대시하거나, 미치루를 스토킹 하기도 한다. 미치루가 다시 자신에게 돌아올 수 있게 어머니 치나츠를 이용한다.
이별을 고한 미치루에게 화가 나 타케루와 루카에게도 폭력을 휘두른다. 그 후 두고 간 물건을 찾으러 온 미치루를 성폭행하고 임신시킨다. 그러나 미치루가 쉐어하우스 거주자들과 함께 웃으며 찍은 사진을 보고, 자신은 미치루에게 어울리지 않는 사람이라는 것을 깨닫고 자살한다.
- 오구라 도모히코 (32) - 야마자키 시게노리

에리의 회사 선배. 쉐어하우스 거주자들에게는 '오구링'이라고 불린다. 아내가 집에 다른 남자를 들여 쉐어하우스로 온다.

### 미치루 주변 인물
- 히라츠카 레이나 - 니시하라 아키

미치루가 근무했던 미용실 NiCHE의 선배 미용사. 미치루를 눈엣가시로 여기고 괴롭힌다. 본편에서는 자신 또한 데이트 폭력을 당한 것으로 묘사되었고, 특별 편에서는 미용실 손님으로 온 도모히코에게 자신이 데이트 폭력을 당하는 것, 미치루가 소스케에게 정말 사랑받는 것으로 보였기 때문에 질투심에 괴롭혔다고 고백한다.
- 미타 사유리 - 란카 레아

미치루가 근무했던 미용실 NiCHE의 원장.
- 오카베 마유미 - 히라노 사야카

미용실 NiCHE의 스타일리스트. 미치루와 동기.
- 아이다 치나츠 - 바이쇼 미츠코

미치루의 어머니. 빚을 지고 도망간 남편과 이혼한 후 미치루와 둘이 지냈지만, 미치루가 없는 듯 집으로 자주 남자를 끌어 들인다. 미치루에 대한 애정이 없으며 돈만 밝히느라 소스케에게 이용당하기 일쑤지만, 타케루에 의해 자신이 이용당한 것을 알게 된다.
- 엔도 켄이치로 - 키타미 토시유키

치나츠가 집으로 들이는 연인.
- 하세 시즈에 - 오모리 아케미

치나츠와 옛날부터 알고 지내던 사람. 소스케의 자살로 망연자실한 미치루를 우연히 발견하고 자신이 일하는 여관에 일자리를 소개한다.

### 루카 주변 인물
- 하야시다 카즈미 - 다나카 테츠시

루카가 소속되어 있는 모터크로스 팀 감독이자 루카의 존경의 대상. 자신에게 루카가 여자로 느껴지는 것을 괴로워한다.
- 키시모토 슈지 - 히라타 미츠루

루카의 아버지. 주간지에 실린 루카의 성동일성증후군에 관한 기사를 보고, 그제 서야 딸의 고민을 알게 된다. 타케루에게 누구보다 루카를 응원한다고, 변치 않는 자신의 딸이라고 눈물을 흘리며 본심을 고백한다.
- 키시모토 요코 - 아사카 마유미

루카의 어머니.
- 키시모토 쇼고 - 나가시마 미츠키

루카의 동생.
- 오쿠데라 - 우치쿠라 켄지

루카의 정신과 담당의.

### 소스케 주변 인물
- 히구치 나오야 - 시부야 타케루

아동 학대 의혹 신고를 받은 소스케가 의심 가정을 방문했을 때 만난 소년. 집에 방치된 채 아무것도 먹지 못해 소스케에게 도움을 구한다.
- 나오야의 어머니 - 히가시 유키

나오야를 혼자 두고 젊은 애인에게 간다.

### 타케루 주변 인물
- 시라하타 유코 - 이토 유코

시도때도 없이 타케루에게 전화를 하는 여성, 타케루의 누나다. 양친이 재혼해 혈육관계는 아니다. 타케루가 자신을 떠나지 못하도록 성적인 학대를 가하고 있었다.
- 모델 - 가모 마유

타케루가 메이크업을 담당한 모델.

### 게스트
제1화
- 미용실 손님 - 노무라 에리카

레이나 담당 손님.
- 생선가게 아저씨 - 하마다 미치히코

미치루가 생선을 구입한 생선 가게.
- 레이스 퀸 - 쿄미 준, 나츠카와 아사키, 마이

모터크로스 경기장 여자 탈의실에서 나오는 여성들.
제3화
- 미용실 손님 - 코미네 유코

제8화
- 간호사 - 나카자와 준코

소스케 담당 간호사.

## 제작진
- 각본 : 아사노 타에코
- 음악 : 이즈츠 아키오, S.E.N.S.
- 음악 프로듀서 : 시다 히로히데
- 프로듀서 : 나카노 토시유키
- 연출 : 가토 유스케, 니시자카 미즈키
- 제작 : 후지 TV 드라마 제작 센터
- 촬영협력 : 레이싱팀 타카

## 주제가
- 우타다 히카루 - Prisoner Of Love (EMI 뮤직 재팬)

극장판에는 타이틀 곡 ‘-Quiet Version-’도 사용되었다.

## 방송일 및 부제, 시청률
| 각 화                                                     | 방송일          | 부제 (풀이)                                        | 부제 (원제)                         | 연출            | 시청률 | 비고        |
| --------------------------------------------------------- | --------------- | -------------------------------------------------- | ----------------------------------- | --------------- | ------ | ----------- |
| 제1화                                                     | 2008년 4월 10일 | 누구에게도 말할 수 없는 고민 DV, 임신, 금단의 사랑 | 誰にも言えない悩み DV、妊娠、禁断愛 | 가토 유스케     | 13.9%  | 15분 연장   |
| 제2화                                                     | 2008년 4월 17일 | 목숨을 건 비밀                                     | 命がけの秘密                        | 가토 유스케     | 15.9%  | -           |
| 제3화                                                     | 2008년 4월 24일 | 생명을 줄이는 마음                                 | 命を削る想い                        | 가토 유스케     | 15.6%  | -           |
| 제4화                                                     | 2008년 5월 1일  | 끊어진 인연                                        | 引き裂かれた絆                      | 니시자카 미즈키 | 15.9%  | -           |
| 제5화                                                     | 2008년 5월 8일  | 충격의 하룻밤                                      | 衝撃の一夜                          | 니시자카 미즈키 | 19.9%  | -           |
| 제6화                                                     | 2008년 5월 15일 | 목숨을 건 도피                                     | 命がけの逃避行                      | 엔도 미츠타카   | 17.2%  | -           |
| 제7화                                                     | 2008년 5월 22일 | 참혹한 현실                                        | 残酷な現実                          | 엔도 미츠타카   | 16.0%  | -           |
| 재8화                                                     | 2008년 5월 29일 | 마지막 편지                                        | 最後の手紙                          | 가토 유스케     | 18.8%  | -           |
| 제9화                                                     | 2008년 6월 5일  | 너의 생명                                          | 君の命                              | 니시자카 미즈키 | 18.0%  | -           |
| 제10화                                                    | 2008년 6월 12일 | 최종장 사랑과 죽음                                 | 最終章・愛と死                      | 니시자카 미즈키 | 20.7%  | 20분 딜레이 |
| 최종화                                                    | 2008년 6월 19일 | 미래로                                             | 未来へ                              | 가토 유스케     | 22.8%  | 15분 연장   |
| 특별편                                                    | 2008년 6월 26일 | 현재를 살아가는 청년들의 사랑                      | 今を生きる若者達の愛                | 엔도 미츠타카   | 17.4%  | 30분 연장   |
| 평균 시청률 17.7% (시청률은 간토 지방 비디오 리서치 조사) |                 |                                                    |                                     |                 |        |             |

## 스핀오프 드라마
드라마 연동 기획으로써, 타키가와 에리 역의 미즈카와 아사미를 주연으로 한 스핀오프 드라마 《에리 my Love》가 후지 TV Demand를 통해 방송되었다. 유료 프로그램이지만, 방송 종료 후 1시간은 무료로 제공되었다.
출연진
- 타키가와 에리 - 미즈카와 아사미
- 오구라 도모히코 - 야마자키 시게노리

제작진
- 각본 : 타니 카즈토시
- 프로듀서 : 와타나베 츠네야
- 연출 : 엔도 미츠타카, 모리와키 토모노부, 미야키 쇼고

## 비고

### 타이틀 백
감독은 오가타 류타.
드라마 주제가 〈Prisoner Of Love〉와 함께 흐르는 오프닝 타이틀 백은, 하루 이상의 시간을 들여 각각의 의미를 가지고 촬영되었다. 미치루가 Love (사랑), 루카가 Liberation (해방), 타케루가 Agony (고뇌), 에리가 Solitude (고독), 소스케가 Contradiction (모순)의 의미로 각자의 고민 테마를 영단어로 표현하였다. 루카의 성별에 대한 초조함을 상징하는 유리 파편, 소스케의 과잉으로 언밸런스한 애정을 상징하는 넘쳐흐르는 커피 등도 그려진다.
한 명만 검은 넥타이를 하고 리본을 묶은 컷은, 다른 네 명과는 다른 방향으로 걷기 시작하는 소스케, 타케루를 뒤에서 바라보는 미치루, 타케루의 손을 거부하지는 않지만 수용하지도 않는 루카, 누군가를 쫓아가는 에리 등, 스토리 전개를 시사하는 영상 또한 그려진다.
타이틀 백 마지막에 비춰지는, 누워있는 5명이 빨간 리본으로 이어져 있는 영상은 포스터에도 기용되고 있지만, 디자인이 조금 다르다. 유일하게 눈을 뜨고 있는 타케루는 다른 이들을 지켜본다는 의미를 가지고 있다. 또한 소스케가 가슴에 손을 올린 모습은 드라마 상에서 소스케의 마지막 모습과 같은 포즈이며, 미치루의 임신을 나타내기 위해 배 주위에 빨간 리본이 감겨져 있다.

### OKAERI 머그컵
이 드라마에는 'OKAERI 머그컵'이라 불리는 머그컵이 등장한다.
- 핑크= 미치루
- 파랑= 루카
- 보라= 타케루
- 주황 = 에리
- 초록 = 도모히코

### DVD
라스트 프렌즈 DVD-BOX (PCBC-61414)
- 발매일 : 2008년 10월 15일
- 가격 : 23940엔 (세금 포함)
- 내용 : 본편 약 505분 + 영상 특전
- 발매 : 후지 TV 영상 기획부
- 판매 : 포니 캐년